# XVII Batalion Saperów
XVII batalion saperów (XVII bsap) – pododdział saperów  Wojska Polskiego w II Rzeczypospolitej.

## Dzieje XVII  batalionu saperów
15 stycznia 1920 rozpoczęto formowanie XVII Batalionu Saperów, z 3 i 4 kompanii XV batalionu saperów, znajdującego się wówczas w Bydgoszczy. Zmieniono numerację kompanii, 3 kompania XV batalionu została 1 kompanią XVII batalionu, a 4 kompania XV batalionu - 2 kompanią XVII batalionu. Dowództwo batalionu powierzono czasowo kpt. Konstantemu Skąpskiemu, 1 kompanią dowodził - ppor. Zygmunt Kaletka, a 2 kompanią - ppor. Stanisław Willi. 
9 lutego 1920 wysłano batalion z Bydgoszczy do Lidy i włączono w skład 17 Dywizji Piechoty, stanowiącej wówczas odwód Naczelnego Dowództwa. W Lidzie batalion pozostał do połowy kwietnia, szkoląc się i organizując kolumnę narzędziową. W tym czasie dowództwo batalionu objął kpt. Marceli Rewieński, jego zastępcą został kpt. Konstanty Skąpski. 21 kwietnia 1920 odeszła z batalionu 2 kompania. Oddano ją do dyspozycji 3 Armii z przydziałem do 13 Dywizji Piechoty. W wyniku trudnej sytuacji na froncie 17 Dywizja Piechoty i dowództwo XVII Batalionu Saperów z pierwszą kompanią wysłano z Lidy do Wilejki. Idąc szlakiem odwrotu dywizji, nieprzyjaciel głębokim obejściem przeprawia się przez Niemen i zajmuje osadę Wolpa, zagraża odcięciem osi marszu cofającym się wojskom i transportom. Dnia 23 lipca  dowódca XVII  batalionu saperów z kompanią saperów i jedną kompanią piechoty podsuwa się niepostrzeżenie i z bagnetem w ręku wyrzuca bolszewików ze wsi Wołpa. Wykorzystując zamieszanie bolszewików, atakiem czołowym spycha nieprzyjaciela na prawy brzeg rzeki i obsadza ten odcinek. Na skutek jednak wtargnięcia na sąsiednim odcinku dwóch szwadronów kawalerii bolszewickiej, batalion wycofuje się następnego dnia do folwarku Zyhcze. Saperzy wyróżnili się szczególnie w boju pod Matjasami i Kowalami w walce z szarżującą kawalerią sowiecką. Zaskoczeni na postoju w Matjasach saperzy, nie tracąc zimnej krwi, chwycili za broń i celnymi salwami razili nacierającego przeciwnika. Na skutek liczebnej przewagi wroga saperzy zostali zmuszeni do stopniowego wycofywania się w kierunku wsi Kowale. Po czterogodzinnej walce, która pozwoliła dowództwu dywizji zorganizować kontratak, saperzy wsparci oddziałem sztabowym odparli wroga. 26  lipca pod Dzierzniakowem XVII batalion nie tylko utrzymuje pozycje atakowane przez przeważające siły nieprzyjacielskie, lecz też przechodzi do przeciwnatarcia, zdobywając ciężki karabin maszynowy i kilku jeńców. Dzielna postawa batalionu pozwala na spokojny odwrót artylerii i taborów dywizji w dniu 30 lipca pod Swiridami. Osłania batalion przez 6 godzin artylerię i broni ją przed ciągłymi atakami. W dalszych walkach batalion wysadza most na rzece Pelta w okolicy Pułtuska i broni przedmościa. Następnie przygotowuje odcinek dla dywizji pod Modlinem. Po rozpoczęciu działań  zaczepnych kroczy w oddziałach zaczepnych swojej dywizji i dochodzi do Łomży. 
W czasie, gdy trwały walki pod Warszawą, w Poznaniu zorganizowano 3 kompanię XVII batalionu. Wysłano ją do dyspozycji dowódcy 3 Armii. Po przejściu wojsk polskich do ofensywy sformowano 4 kompanię XVII batalionu i wysłano ją pod rozkazy dowódcy batalionu znajdującego się w rejonie Suwałk, gdzie pozostała do czasu powrotu do Poznania w grudniu 1920.

## Żołnierze batalionu
Dowódcy batalionu
- kpt. Konstanty Skąpski (I - IV 1920 → zastępca dowódcy XVII bsap[1])
- kpt. Marceli Rewieński (od IV 1920[1])
- kpt. Czesław Pobóg-Prusinowski (1922-1923)
- kpt. Władysław Wlekliński (1923 - VI 1925[3])
- mjr Stefan Langner (VI[4] - XII 1925[5])
- kpt. Witold Daszkowski (od XII 1925[6])
- mjr inż. Wojciech Michalak (1928)

Oficerowie
- por. Ryszard Jaworowski
- ppor. Zygmunt Kaletka